# 渡辺忠昭
渡辺 忠昭（わたなべ ただあき、1940年〈昭和15年〉8月9日 - 2021年9月16日は、元東宝の特殊効果技師。福島県出身。

## 来歴・人物
1954年、父親の知人であった円谷英二が撮った映画『ゴジラ』を見て感動し、1959年4月に東宝特殊技術課に入社。渡辺自身はカメラマンを志望していたが、日大東北工業高校工業化学科で化学を専攻していたことから火薬師として山本久蔵に師事し特殊効果を学ぶ。同年の『日本誕生』から特撮作品に参加。映画会社の社員として初めて火薬関係の免許を取得したとされる。
渡辺は、円谷から怒られたこととして、新人であった『日本誕生』、『世界大戦争』で煙の描写に無断で四塩化チタンを使用したこと、『青島要塞爆撃命令』で初めて実施したセメント爆発の音が小さかったことを挙げている。このうち、四塩化チタンはその後の撮影で成功し、セメント爆発もラッシュでは迫力があったことから、どちらもその後主流の手法となっていった。
『潜水艦イ-57降伏せず』の撮影後のある夜、親友と共にそうとう酔っ払って撮影所をメチャクチャにしてしまい上司に大目玉をくらいクビになるところだったが、円谷の「ナベは用事があるから」という言葉でクビをさけられた。その腕を認められたのは『青島要塞爆撃命令』の攻撃のシーンだった。いつものように早とちりをする渡辺は円谷に大目玉を食らうが、フィルムでの映像が見事なものだったことから特殊効果師としての実績を開花させ、後の作品を盛り上げた。
1968年公開の『怪獣総進撃』では、アンギラスとゴロザウルスのスーツアクターを兼ねていた関田裕の代理として、両怪獣が同時に登場するシーンでアンギラスを演じた。
1970年、円谷英二の死に伴い特殊技術課は解散。渡辺は親友の付き合いに乗ろうと思ったが、入社した際に円谷から「永く勤めろ」という言葉を忘れたくない事から東宝に残ることにした。
『日本沈没』の大爆破では、特技監督の中野昭慶によりリテイクが出され、助監督の田淵吉男に要求されてガソリンの量を増やしてみたが、ステージの天井を焦がしてしまった。その後、中野班は『ノストラダムスの大予言』では、スタジオを全焼させる事態を起こしている。渡辺は、中野が派手な火を好んでいたため、オーバーにやった結果であったと述懐している。
その後も平成ゴジラとモスラシリーズを支え、2000年に定年退職した。
あだ名のナベは美術監督の渡辺明に名づけられたものである。
特技監督の川北紘一は、渡辺について爆発や火炎の効果、煙の効果などを組み合わせて多彩な表現を行うことを評価しており、単なるリアルさではなく「リアルに感じさせる」方法を理解していたと語っている。特にビルの倒壊表現は、アメリカ同時多発テロ事件以前から煙が広がる描写を行っていたと証言している。
映画『ザ・マジックアワー』には、渡辺をモデルにした特効技師が登場する。

## 主な参加作品

### 映画

#### 火薬助手作品
- 日本誕生（1959年）[5]
- 潜水艦イ-57降伏せず（1959年）
- モスラ（1961年）
- 世界大戦争（1961年）
- 青島要塞爆撃命令（1963年）

#### 特殊効果作品
- ゴジラシリーズ
  - ゴジラ対ヘドラ（1971年）[6]
  - 地球攻撃命令 ゴジラ対ガイガン（1972年）
  - ゴジラ対メガロ（1973年）
  - ゴジラ対メカゴジラ（1974年）
  - メカゴジラの逆襲（1975年）
  - ゴジラ（1984年）
  - ゴジラvsビオランテ（1989年）[5]
  - ゴジラvsキングギドラ（1991年）
  - ゴジラvsモスラ（1992年）
  - ゴジラvsメカゴジラ（1993年）
  - ゴジラvsスペースゴジラ（1994年）
  - ゴジラvsデストロイア（1995年）
  - ゴジラ2000 ミレニアム（1999年）
  - ゴジラ×メガギラス G消滅作戦（2000年）[6]
- 日本沈没（1973年）
- ノストラダムスの大予言（1974年）
- エスパイ（1974年）
- 惑星大戦争（1977年）
- 地震列島（1980年）
- 連合艦隊（1981年）
- さよならジュピター（1984年）
- 零戦燃ゆ（1984年）
- 竹取物語（1987年）
- アナザー・ウェイ ―D機関情報―（1988年）
- ガンヘッド（1989年）
- ヤマトタケル（1994年）
- 平成モスラシリーズ
  - モスラ（1996年）
  - モスラ2 海底の大決戦（1997年）
  - モスラ3 キングギドラ来襲（1998年）
- クロスファイア（2000年）